# Benjamin Wallfisch
Benjamin Mark Lasker Wallfisch (Londra, 7 agosto 1979) è un compositore e direttore d'orchestra britannico, autore di colonne sonore cinematografiche.

## Biografia
Wallfisch iniziò a studiare pianoforte all'età di 5 anni. A 14 anni frequentò la Guildhall School of Music and Drama e nel 1997 iniziò a studiare composizione. Dal 2003 al 2007 ha rivestito il ruolo di direttore associato della English Chamber Orchestra, dirigendo e registrando con importanti orchestre sinfoniche quali la London Symphony Orchestra, l'Orchestra Sinfonica della BBC, la Philharmonia Orchestra, l'Orchestra Ulster e la City of London Sinfonia.
Nel 2005 fa il suo debutto come compositore per film in Dear Wendy, di Thomas Vinterberg.
Tra gli altri suoi lavori più noti vi sono Hours, Il diritto di contare, Blade Runner 2049 (questi ultimi due in collaborazione con Hans Zimmer), It e Shazam!.
Attualmente vive a Los Angeles con la moglie Missy.

## Filmografia

### Compositore

#### Cinema
- Dear Wendy, regia di Thomas Vinterberg (2005)
- Prison Escape (The Escapist), regia di Rupert Wyatt (2008)
- Fetih 1453, regia di Faruk Aksoy (2012)
- Hours, regia di Eric Heisserer (2013)
- L'estate all'improvviso (Summer in February), regia di Christopher Menaul (2013)
- Bhopal: A Prayer for Rain, regia di Ravi Kumar (2013)
- Lights Out - Terrore nel buio (Lights Out), regia di David F. Sandberg (2016)
- Il diritto di contare (Hidden Figures), regia di Theodore Melfi (2016) - composto insieme ad Hans Zimmer e Pharrell Williams
- La cura dal benessere (A Cure for Wellness), regia di Gore Verbinski (2016)
- Raccolto amaro (Bitter Harvest), regia di George Mendeluk (2017)
- Annabelle 2: Creation (Annabelle: Creation), regia di David F. Sandberg (2017)
- It, regia di Andy Muschietti (2017)
- Blade Runner 2049, regia di Denis Villeneuve (2017) - composto insieme ad Hans Zimmer
- Darkest Minds (The Darkest Minds), regia di Jennifer Yuh Nelson (2018)
- King of Thieves, regia di James Marsh (2018)
- The Vanishing - Il mistero del faro (The Vanishing), regia di Kristoffer Nyholm (2018)
- Serenity - L'isola dell'inganno (Serenity), regia di Steven Knight (2019)
- Shazam!, regia di David F. Sandberg (2019)
- Hellboy, regia di Neil Marshall (2019)
- It - Capitolo due (It Chapter Two), regia di Andy Muschietti (2019)
- L'uomo invisibile (The Invisible Man), regia di Leigh Whannell (2020)
- Mortal Kombat, regia di Simon McQuoid (2021)
- Il nido dello storno (The Starling), regia di Theodore Melfi (2021)
- Tredici vite (Thirteen Lives), regia di Ron Howard (2022)
- The Flash, regia di Andy Muschietti (2023)
- Twisters, regia di Lee Isaac Chung (2024)
- Alien: Romulus, regia di Fede Álvarez (2024)
- Kraven - Il cacciatore (Kraven the Hunter), regia di J. C. Chandor (2024)
- Wolf Man, regia di Leigh Whannell (2025)
- Until Dawn - Fino all'alba (Until Dawn), regoia di David F. Sandberg (2025)

#### Televisione
- Enfield - Oscure presenze (The Enfield Haunting), regia di Kristoffer Nyholm - miniserie TV (2015)

### Musiche aggiuntive
- Moon, regia di Duncan Jones (2009)
- 12 anni schiavo (12 Years a Slave), regia di Steve McQueen (2013)
- Il piccolo principe (The Little Prince), regia di Mark Osborne (2015)
- Batman v Superman: Dawn of Justice, regia di Zack Snyder (2016)
- Dunkirk, regia di Christopher Nolan (2017)